# Narwalowate
Narwalowate (Monodontidae) – rodzina ssaków morskich z parvordo zębowców (Odontoceti) w obrębie infrarzędu waleni (Cetacea). Są blisko spokrewnione z delfinowatymi i są zbliżone do nich anatomicznie, mają jednak od nich znacznie mniej zębów, a ich płetwa grzbietowa jest śladowa.

## Zasięg występowania
Rodzaj obejmuje gatunki występujące w arktycznych i subarktycznych wodach Oceanu Arktycznego.

## Morfologia
Długość ciała 300–500 cm; masa ciała 500–1800 kg; samice są mniejsze i lżejsze od samców.

## Systematyka
Do rodziny zaliczane są dwa występujące współcześnie rodzaje z dwoma żyjącymi współcześnie gatunkami:
- Monodon Linnaeus, 1758 – narwal – jedynym przedstawicielem jest Monodon monoceros Linnaeus, 1758 – narwal jednozębny
- Delphinapterus de Lacépède, 1804 – białucha – jedynym żyjącym współcześnie przedstawicielem jest Delphinapterus leucas (Pallas, 1776) – białucha arktyczna

Opisano również kilka rodzajów wymarłych:
- Bohaskaia Vélez-Juarbe & Pyenson, 2012[20] – jedynym przedstawicielem był Bohaskaia monodontoides Vélez-Juarbe & Pyenson, 2012.
- Casatia Bianucci, Pesci, Collareta & Tinelli, 2019[21] – jedynym przedstawicielem był Casatia thermophila Bianucci, Pesci, Collareta & Tinelli, 2019
- Denebola L.G. Barnes, 1984[22] – jedynym przedstawicielem był Denebola brachycephala L.G. Barnes, 1984
- Haborodelphis Ichishima, Furusawa, Tachibana & Kimura, 2018[23] – jedynym przedstawicielem był Haborodelphis japonicus Ichishima, Furusawa, Tachibana & Kimura, 2018